# Japans kasteel

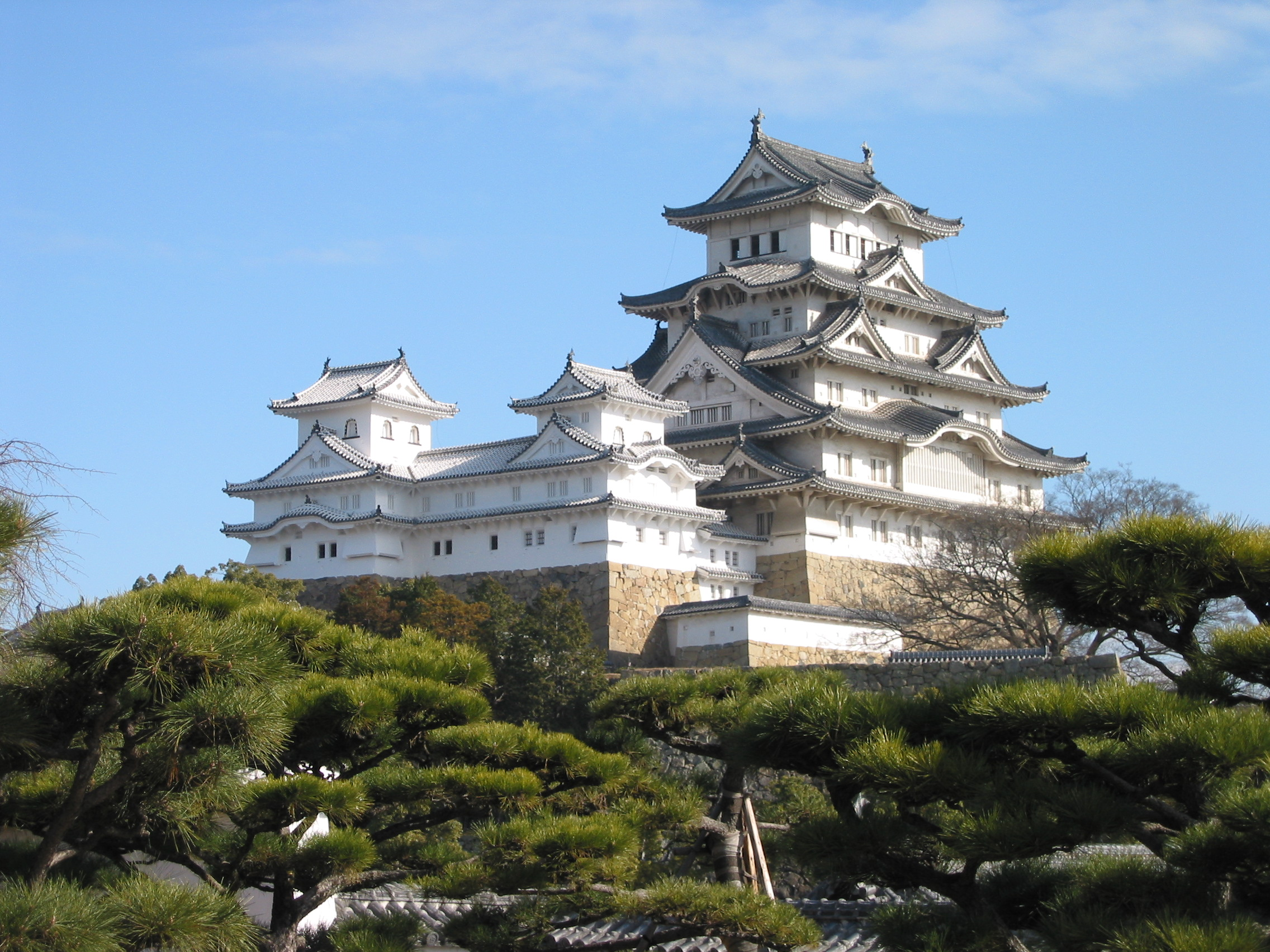
Kasteel Himeji, een Werelderfgoedsite in de prefectuur Hyogo, is het meest bezochte kasteel in Japan.

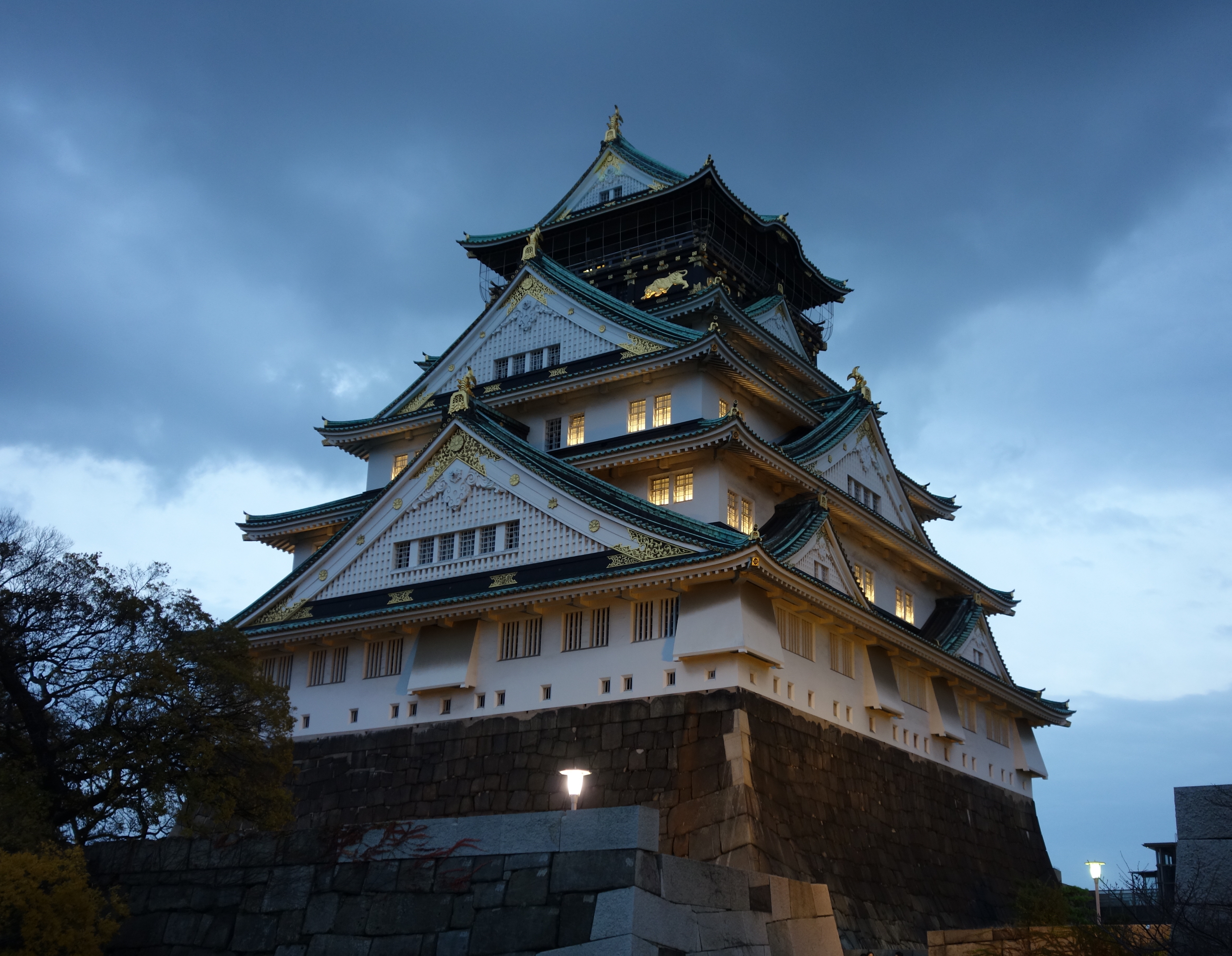
Kasteel Osaka

Japanse kastelen (城, shiro) zijn forten die voornamelijk van hout en steen zijn gebouwd. Ze evolueerden uit de houten palissaden van eerdere eeuwen en kregen hun bekendste vorm in de 16e eeuw. Kastelen in Japan werden gebouwd om belangrijke of strategische locaties te bewaken (zoals havens, rivierovergangen of kruispunten).
Hoewel ze waren gebouwd om lang mee te gaan, en meer steen in hun constructie gebruikten dan de meeste Japanse gebouwen, werden kastelen nog steeds voornamelijk in hout gebouwd en vele werden in de loop der jaren vernield. Dit was vooral het geval tijdens de Sengoku-periode toen veel van deze kastelen voor het eerst werden gebouwd. Veel werden echter herbouwd, hetzij later in de Sengoku-periode, in de Edoperiode die daarop volgde, of meer recentelijk, als nationaal erfgoed of museum. Anno 2021 zijn er meer dan honderd kastelen geheel of gedeeltelijk bewaard gebleven in Japan. Er wordt geschat dat er ooit vijfduizend waren. Sommige kastelen, zoals die van Matsue en Kochi, beiden gebouwd in 1611, zijn bewaard gebleven in hun oorspronkelijke vorm en hebben geen schade opgelopen door belegeringen of andere bedreigingen. Het kasteel van Hiroshima werd echter verwoest tijdens de atoombombardementen en werd in 1958 herbouwd als museum.